# A Hard Day's Night
《A Hard Day's Night》는 1964년 7월 10일 발매된 영국의 록 밴드 비틀즈의 세 번째 정규 음반으로, 1면은 그들이 최초로 찍은 동명 영화의 사운드 트랙으로 구성되어 있다. 이 음반의 미국판은 1964년 6월 26일 유나이티드 아티스츠 레코드에서 트랙 목록이 약간 다른채로 발매되었다. 처음의 두 음반과 비교해 보았을 때, 레논-매카트니가 쓴 13개 곡이 담긴 《A Hard Day's Night》은 그들의 작곡 실력이 발달했다는 것을 증명해 주고 있다. 뚜렷한 오프닝 코드를 지닌 타이틀 트랙과 차후 발표된 〈Can't Buy Me Love〉의 싱글은 미국에서 정상을 차지했다.
앨범의 제목(그리고 영화)는 링고 스타에 의해 우연히 만들어지게 되었는데, 이 문구는 존 레논이 당시에 쓴 책인 〈In His Own Write〉에서 그의 함부르크 시절을 생각할 때 사용되었다. 레논은 1980년 《플레이보이》지 인터뷰에서 이렇게 말했다. "차를 타고 집에 가던 중이었는데 딕 제임스가 제게 제목을 제안했어요. 링고가 말했던 'Hard Day's Night'란 이름을요. 그것을 《그 자신의 이야기》에서 써먹기도 했지만 링고의 즉석 발언에서 비롯되었어요. 알잖아요, 그 말라프로피즘이요. 아마 웃기려고 한 말은 아니었을 거예요 ... 그냥 말해 본 것이겠죠. 아무튼 딕 제임스가 '이걸 제목으로 할 거야'라고 말했습니다."
2000년에 Q 매거진은 《A Hard Day's Night》를 최고의 영국 음반 100위 중 5위에 올려 놓았다. 2012년에 《A Hard Day's Night》는 롤링 스톤 선정 500대 음반에서 307위를 차지했다. 또한 로버트 다이머리의 《죽기 전에 꼭 들어야 할 앨범 1001》에도 들어갔다.

## 구성
| 전문가 평가               | 전문가 평가 |
| 평가 점수                 | 평가 점수   |
| 출처                      | 점수        |
| ------------------------- | ----------- |
| 올뮤직                    | [ 10 ]      |
| 《디 A.V. 클럽》          | A           |
| 《블렌더》                | [ 12 ]      |
| 소리의 정수               | A–          |
| 《데일리 텔레그래프》     | [ 14 ]      |
| 《대중음악의 백과사전》   | [ 15 ]      |
| 《페이스트》              | 100/100     |
| 피치포크 미디어           | 9.7/10      |
| 《롤링 스톤 앨범 가이드》 | [ 18 ]      |
| 스푸트니크뮤직            | 4.5/5       |

음악적으로 보면, 《A Hard Day's Night》는 이전의 음반에서 나타난 팝 사운드 중심의 로큰롤 커버에서 탈피하였다. 스푸트니크뮤직의 데이브 도넬리는 음반에 나타난 층을 이룬 보컬, 즉각적인 코러스, 그리고 절제된 기악 편성을 특징으로 한 팝 송이 "짧지만, 기운 넘친다"고 분석했다. 피치포크 미디어의 톰 유잉의 말에 의하면, 로큰롤 커버의 감소는 청자로 하여금 "그 자신의 순수한 그룹의 새로운 사운드"를 느낄 수 있게 하며, 이는 대담한 "코드 변경", 강렬한 하모니, "빛나는" 기타, 그리고 "북부" 하모니카로 뒷받침된다고 한다. 음악 평론가 로버트 크리스트가우는 레논-매카트니의 곡이 이전보다 "더 음악적으로 정교해졌다"고 썼다.
LP의 1면은 영화는 사운드트랙 음반으로 채워져 있으며, 2면은 영화 미수록곡으로 채웠다. 1980년 재발매 영화에서는 오프닝 프롤로그로 〈I'll Cry Instead〉가 쓰였다. 《A Hard Day's Night》는 비틀즈가 처음으로 전곡을 자신들이 쓴 음반이자 처음이자 마지막으로 존 레논과 폴 매카트니가 전곡을 쓴 음반이기도 하다. 레논은 수록곡 13개 중 9개를 자신의 주도로 작곡하여 음반을 장악했다. 그가 쓴 이 아홉 곡은 스스로가 리드 싱어를 맡기도 했다. 매카트니는 〈And I Love Her〉, 〈Can't Buy Me Love〉, 〈Things We Said Today〉를 썼으며, 레논과 매카트니는 함께 〈I'm Happy Just to Dance with You〉를 썼다. 이 음반은 《Let It Be》와 《Magical Mystery Tour》처럼 스타의 리드 보컬이 아예 없는 음반이기도 하다. 스타는 세션에서 〈Matchbox〉의 리드 보컬로서 곡을 불렀으나 이건 《Long Tall Sally》 EP에 수록되었다.

## 문화적 영향
음악 평론가 리치 언터버그에 의하면, "조지 해리슨의 울리는 12현 일렉트릭 기타는 거대한 영향력을 행사했다. 영화는 포크 싱어였던 버즈를 로큰롤에 입문시켰고, 비틀즈는 1965년 포크 록 붐에 지대한 영향을 받게 된다. 비틀즈의 성공과 같이 롤링 스톤스, 애니멀스, 킹크스 등의 영국 밴드가 미국 시장에 뛰어들었고, 그들은 신생 미국 그룹인 뷰 브루멜스, 러빈 스푼풀에게 영향을 미치게 되었다. 그리고 그들의 자작곡 시도는 레논-매카트니에게 큰 빚을 지고 있는 셈이다."

## 재발매
1987년 2월 26일, 《A Hard Day's Night》는 《Please Please Me》, 《With the Beatles》, 《Beatles for Sale》와 함께 모노 CD로 발매되었다. 1987년 7월 21일에는 미국에서 영국판이 LP와 카세트로 출시되었다. 〈A Hard Day's Night〉, 〈Can't Buy Me Love〉, 〈And I Love Her〉의 스테레오 믹스는 1993년 《1962–1966》의 CD에 실려 나왔다. 트랙 대부분이 스테레오인 CD는 2004년 《The Capitol Albums, Volume 1》로 처음 출시되었다.
2009년 9월 9일, 음반의 리마스터판이 처음 발표, 처음으로 전곡이 스테레오인 버전이다. 이 음반은 《The Beatles Stereo Box Set》에도 담겼다. 영국 오리지널 음반인 리마스터 모노 버전은 《The Beatles in Mono》 박스 세트에 들어갔다.

## 곡 목록
전체 작사·작곡: 레논–매카트니
| #  | 제목                                 | 리드 보컬              | 재생 시간 |
| -- | ------------------------------------ | ---------------------- | --------- |
| 1. | 〈A Hard Day's Night〉               | 레논, 매카트니         | 2:34      |
| 2. | 〈I Should Have Known Better〉       | 레논                   | 2:43      |
| 3. | 〈If I Fell〉                        | 레논, 매카트니         | 2:19      |
| 4. | 〈I'm Happy Just to Dance with You〉 | 해리슨                 | 1:56      |
| 5. | 〈And I Love Her〉                   | 매카트니               | 2:30      |
| 6. | 〈Tell Me Why〉                      | 레논, 매카트니, 해리슨 | 2:09      |
| 7. | 〈Can't Buy Me Love〉                | 매카트니               | 2:12      |

| #  | 제목                     | 리드 보컬              | 재생 시간 |
| -- | ------------------------ | ---------------------- | --------- |
| 1. | 〈Any Time at All〉      | 레논, 매카트니         | 2:11      |
| 2. | 〈I'll Cry Instead〉     | 레논                   | 1:46      |
| 3. | 〈Things We Said Today〉 | 매카트니, 해리슨       | 2:35      |
| 4. | 〈When I Get Home〉      | 레논                   | 2:17      |
| 5. | 〈You Can't Do That〉    | 레논, 매카트니, 해리슨 | 2:35      |
| 6. | 〈I'll Be Back〉         | 레논, 매카트니, 해리슨 | 2:24      |

## 차트와 판매량
| 차트 (1964–65)                       | 최고 순위 |
| ------------------------------------ | --------- |
| 호주 (켄트 뮤직 리포트)              | 1         |
| 독일 앨범 (Offizielle 탑 100)        | 1         |
| 영국 음반 (OCC)                      | 1         |
| Chart (1987)                         | 최고 순위 |
| 네덜란드 앨범 (메하하르츠)           | 20        |
| Chart (2009)                         | 최고 순위 |
| 오스트리아 앨범 (Ö3 오스트리아)      | 66        |
| 벨기에 앨범 (울트라탑 플랑드르)      | 68        |
| 벨기에 앨범 (울트라탑 왈로니아)      | 80        |
| 네덜란드 앨범 (메하하르츠)           | 86        |
| 핀란드 앨범 (수오멘 비랄리넨 리스타) | 27        |
| 이탈리아 앨범 (FIMI)                 | 73        |
| 뉴질랜드 앨범 (레코디드 뮤직 NZ)     | 28        |
| 포르투갈 앨범 (AFP)                  | 28        |
| 스페인 앨범 (PROMUSICAE)             | 61        |
| 스웨덴 앨범 (스베리예토프리스탄)     | 29        |
| 스위스 앨범 (슈바이처 히트파라데)    | 60        |

| 국가                       | 인증 | 판매량/출하량 |
| -------------------------- | ---- | ------------- |
| 오스트레일리아 (ARIA)      | 골드 | 35,000^       |
| 영국 (BPI)                 | 골드 | 100,000^      |
| ^출하량을 기반으로 한 인증 |      |               |

## 북미판
미국판은 1964년 6월 26일 유나이티드 아티스츠 레코드를 통해 모노와 스테레오로 출시되었다. 이는 미국에서 비틀즈의 네 번째 음반이다 빌보드 음반 차트에 정상을 차지, 14주간 머물러 그해 가장 오래 머무른 음반으로 기록되었다.
모든 일곱 곡은 영화에서 나오는 곡으로 영국 음반의 1면에 자리잡고 있다. 〈I'll Cry Instead〉는 영화에 등장시키려고 썼지만 최종적으로 잘렸다. 미국판에서는 조지 마틴이 편곡, 오케스트라 지휘을 통해 레논-매카트니 곡인 〈I Should Have Known Better〉, 〈And I Love Her〉, 〈Ringo's Theme〉, 〈A Hard Day's Night〉을 듣기 쉽도록 만들었다. 이후 유나이티드 아티스츠는 EMI의 요청에 따라, 1980년 8월 캐피틀 레이블을 달고 재발매했다(SW-11921).

### 곡 목록
| #  | 제목                                 | 리드 보컬      | 재생 시간 |
| -- | ------------------------------------ | -------------- | --------- |
| 1. | 〈A Hard Day's Night〉               | 레논, 매카트니 | 2:33      |
| 2. | 〈Tell Me Why〉                      | 레논           | 2:10      |
| 3. | 〈I'll Cry Instead〉                 | 레논           | 2:06      |
| 4. | 〈I Should Have Known Better〉       | 기악           | 2:10      |
| 5. | 〈I'm Happy Just to Dance with You〉 | 해리슨         | 1:59      |
| 6. | 〈And I Love Her〉                   | 기악           | 3:46      |

| #  | 제목                           | 리드 보컬      | 재생 시간 |
| -- | ------------------------------ | -------------- | --------- |
| 1. | 〈I Should Have Known Better〉 | 레논           | 2:44      |
| 2. | 〈If I Fell〉                  | 레논, 매카트니 | 2:22      |
| 3. | 〈And I Love Her〉             | 매카트니       | 2:29      |
| 4. | 〈Ringo's Theme (This Boy)〉   | 기악           | 3:10      |
| 5. | 〈Can't Buy Me Love〉          | 매카트니       | 2:12      |
| 6. | 〈A Hard Day's Night〉         | 기악           | 2:06      |

### 차트와 판매량
| 차트 (1964)     | 최고 순위 |
| --------------- | --------- |
| 미국 빌보드 200 | 1         |

| 국가                       | 인증        | 판매량/출하량 |
| -------------------------- | ----------- | ------------- |
| 캐나다 (뮤직 캐나다)       | 플래티넘    | 100,000^      |
| 미국 (RIAA)                | 4× 플래티넘 | 4,000,000^    |
| ^출하량을 기반으로 한 인증 |             |               |

## 참여 인원
비틀즈
- 존 레논 – 보컬; 어쿠스틱, 리듬, 그리고 리드 기타; 피아노; 하모니카
- 폴 매카트니 – 보컬; 베이스 기타; 피아노; 카우벨
- 조지 해리슨 – 보컬; 리드 (6, 그리고 12현), 그리고 어쿠스틱 기타
- 링고 스타 – 드럼, 타악기

추가 인원
- 조지 마틴 – 피아노, 제작

## 참고 문헌
- Badman, Keith. 《The Beatles Off the Record》.
- Hook, Chris ( 2 May 2005). “The "A Hard Day's Night" Chord – Rock's Holy Grail”. 31 October 2012에 원본 문서에서 보존된 문서.
- Lewisohn, Mark (1988). 《The Beatles Recording Sessions》. New York: Harmony Books. ISBN 978-0-517-57066-1.
- Spignesi, Stephen J.; Lewis, Michael (2004). 《Here, There, and Everywhere: The 100 Best Beatles Songs》. New York: Black Dog. ISBN 978-1-57912-369-7. ...after the unabashed more-or-less traditional pop rock of A Hard Day's Night and Help!...
- Miles, Barry (1997). 《Paul McCartney: Many Years From Now》 1 Hacover판. Henry Holt & Company. ISBN 978-0-8050-5248-0.
- “The 100 Greatest British Albums Ever”. Q. June 2000. 2007년 11월 20일에 확인함. [깨진 링크]
- Collett-White, Mike ( 7 April 2009). “Original Beatles digitally remastered”. Reuters. 2009년 11월 30일에 원본 문서에서 보존된 문서. 2009년 9월 14일에 확인함.
- “The 500 Greatest Albums of All Time”. 《Rolling Stone》.  1 November 2003. 24 October 2010에 원본 문서에서 보존된 문서. 22 November 2010에 확인함.
- Sheff, David (2000). 《All We Are Saying: The Last Major Interview with John Lennon and Yoko Ono》. New York: St. Martin's Press. ISBN 978-0-312-25464-3.
- Unterberger, Richie (2009). [(영어) https://www.allmusic.com/artist/p3644/biography “The Beatles Biography”] |url= 값 확인 필요 (도움말). 《AllMusic》. 2009년 9월 25일에 확인함.
- Whitburn, Joel (2001). 《Top Pop Albums 1955–2001》. Menomonee Falls, WI: Record Research.
- “Suomen virallinen lista”.[깨진 링크(과거 내용 찾기)]